# 2484 Parenago
2484 Parenago este un asteroid din centura principală, descoperit pe 7 octombrie 1928 de Grigori Neuimin.

## Numele asteroidului
Asteroidul poartă numele în cinstea astronomului rus / sovietic Pavel Petrovici Parenago (1906-1960). 

## Caracteristici orbitale
Asteroidul 2484 Parenago prezintă o orbită caracterizată de o semiaxă majoră egală cu 2,3427563 u.a. și cu o excentricitate de 0,2540598, înclinată cu 1,19297° în raport cu ecliptica.